# Hình tượng con cú trong văn hóa

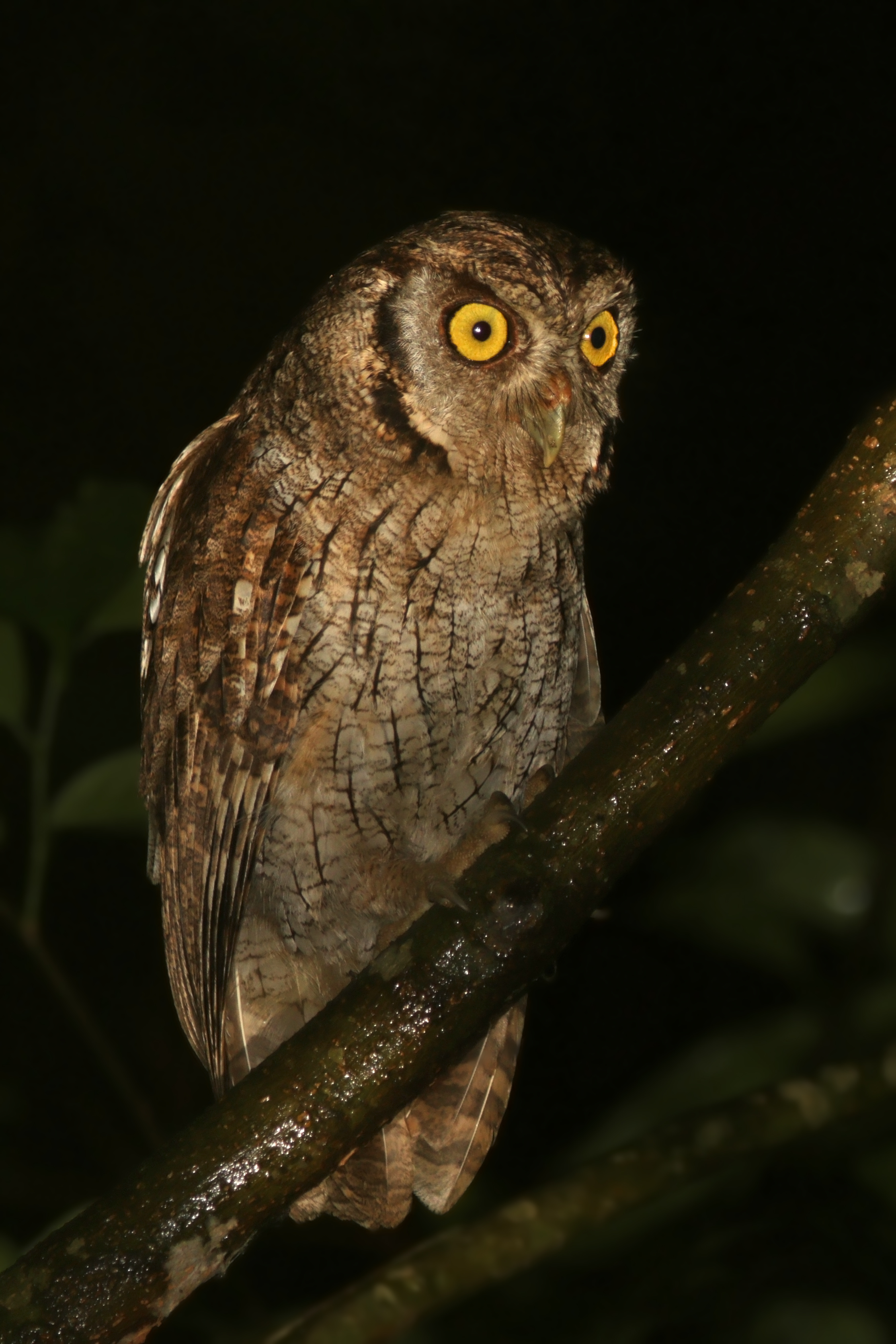
Một con chim cú trong đêm tối

Hình tượng chim cú hay chim lợn gắn bó xuyên suốt chiều dài lịch sử loài người, từ Hi Lạp cổ đại đến văn hóa Châu Á và Châu Âu và Mỹ ngày nay. Chim cú gắn liền với ma lực và phép thuật hay tà thuật trong thần thoại phương Tây, cú gắn mình với trí tuệ và sự nhanh nhẹn nên được xem như biểu tượng của sự thông thái và những cảm quan sâu sắc. Ở nhiều quốc gia trên thế giới, loài chim cú này cũng có nhiều ý nghĩa tốt đẹp. Trong văn hóa phương Tây hiện đại, cú là biểu tượng của sự khôn ngoan, là hình tượng biểu trưng cho việc học thuật vì thói quen thức suốt đêm của chúng như những học giả tận tâm.
Trong nền văn hóa hiện đại Nhật Bản, biểu tượng con chim cú có một ý nghĩa đặc biệt khá to lớn là nó mang tới may mắn và sự bảo hộ khỏi đau khổ và bảo vệ khỏi những rủi ro trong cuộc sống và nó còn mang nhiều ý nghĩa tốt đẹp khác, nhưng một số nơi như ở Việt Nam, chim cú hay chim lợn (cú mèo, cú lợn) bị coi là điềm dữ và xui xẻo vì chim cú kêu ở đầu hồi nhà ai thì nhà đó sắp có người chết, có những quan niệm mê tín rằng chim cú kêu 7 tiếng thì cái chết ứng vào nam giới, còn 9 tiếng thì ứng vào nữ giới nên chúng là đối tượng xua đuổi của con người mặc dù là loài vật có ích, bắt chuột và một số loài côn trùng gây hại cho nông nghiệp.

## Trên thế giới
Trong thần thoại Hi Lạp, chim cú là biểu tượng của Nữ thần trí tuệ Athena và trở thành biểu tượng xuất hiện trên các đồng xu Hi Lạp (gọi là con cú của Minerva), chim cú được liên hệ đến sự phồn vinh. Trong văn hóa Hy Lạp cổ đại, cú là đấng bảo trợ cho thành Athens. Trong văn hóa và các nền văn minh Trung Đông, chim cú được nhìn nhận như một vị Hộ Thần linh thiêng của đời sống bên kia thế giới, hình tượng con cú còn được coi như một biểu tượng thiêng liêng từ thế giới bên kia luôn bảo vệ con người. Ở châu Mỹ, Người da đỏ mặc áo lông cú (lông vũ của chim cú) để bảo vệ bản thân khỏi ma quỷ, tà ma Trong phong thủy, cú mèo được xem là linh vật biểu tượng của sự tiên tri, của trí tuệ và sự thông minh sáng suốt, cú mèo phong thủy có khả năng mang đến sự bảo vệ trước các âm hồn và vấn đề sức khỏe.
Trong văn hóa phương Tây, con cú thường được khuôn mẫu là con cú già khôn ngoan (A Wise Old Owl), thường đeo kính, đọc sách như một bậc trí giả. Đôi mắt to tròn đặc trưng của cú làm người ta liên tưởng đến cặp kính trí thức của các vị giáo sư nên ở phương Tây hay có biểu tượng cú mèo đội nón cử nhân, thạc sỹ. Trong lĩnh vực trang trí nội thất, từ những năm 1900, hình dáng chim cú đã xuất hiện trên những chiếc gối ôm, thú nhồi bông bằng da thuộc, hoặc họa tiết trang trí thêu trên vải như là một xu hướng thiết kế theo phong cách retro. Loài Cú tuyết (harfang des neiges) là loài chim biểu tượng của Quebec, Canada. Tuy nhiên, vào thời Trung Cổ của Châu Âu, chim cú bị gán cho cái tên xấu, thay vì liên hệ đến tri thức và giáo dục thì nó là biểu tượng của tà thuật.
Ngày nay, những cảnh quay trong bộ phim Harry Potter khi Daniel Radcliffe tung nó bay vào bầu trời và khi Con cú Hedwig có bộ lông trắng như tuyết là người bạn trung thành của Harry Potter giúp con chuột Peter Pettigrew nhiều người đã nhìn nhận ra rằng cú là một loài vật nuôi đáng yêu thay vì đáng sợ như một loạt tiếng kêu quang quác kinh khủng trong đêm trên mái nhà tranh, từ đó khiến nhu cầu nuôi cú làm thú cưng tăng vọt toàn cầu, nhiều người cho những người mong muốn có riêng một bạn đồng hành trung thành như cú Hedwig nhưng phim lại có chi tiết con cú Hedwig ngậm một con chuột và nhìn chằm chằm vào chiếc máy ảnh khiến cho nhiều người xem phải phát sợ.

## Ở châu Á

### Nhật Bản

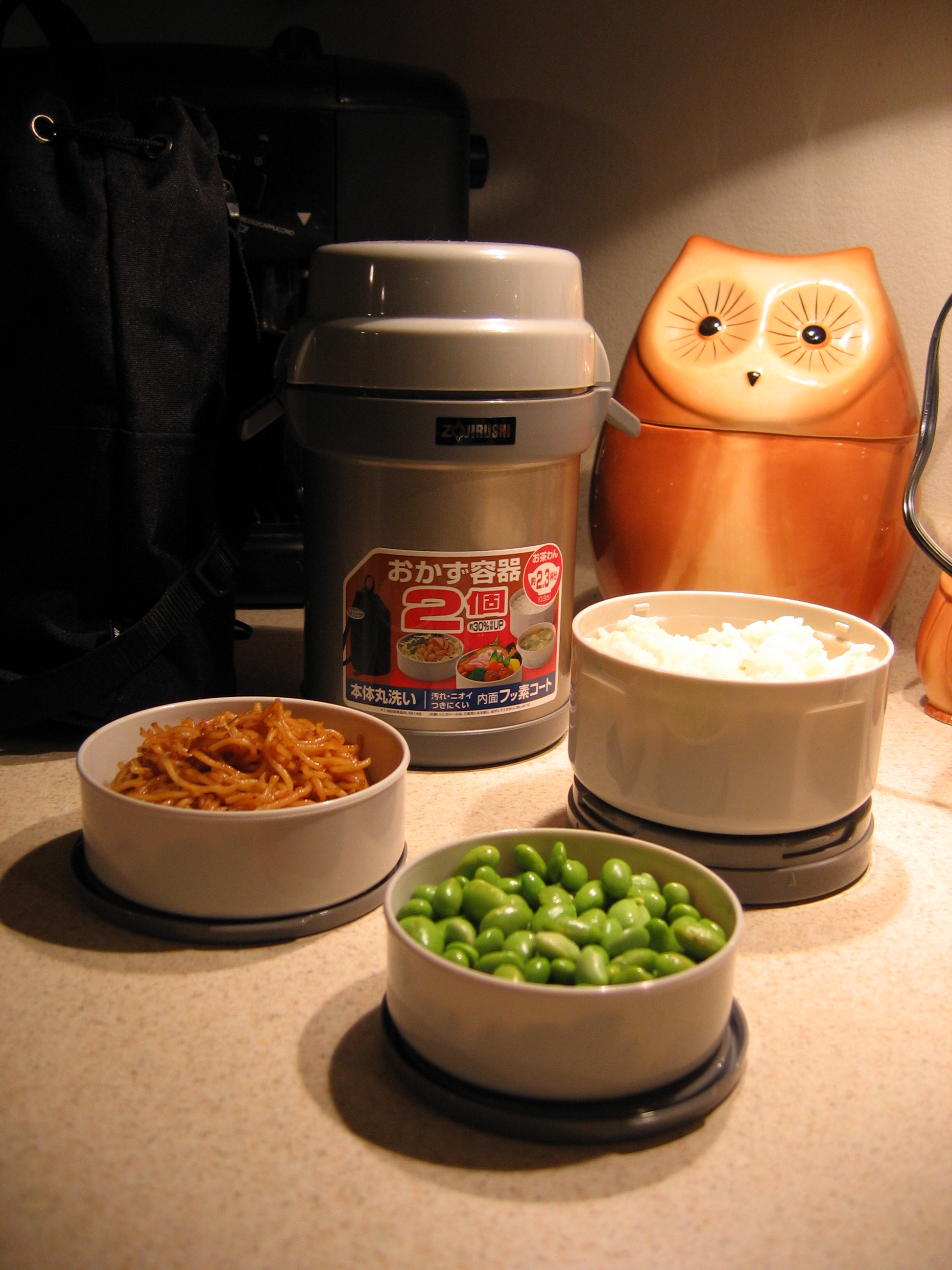
Đồ dùng hình chim cú ở Nhật Bản

Trong văn hóa Nhật hiện đại, hình tượng may mắn của cú xuất phát từ cách phát âm tiếng chim cú Fukuro vốn có thể được viết theo nhiều nhóm chữ. Một nhóm mang ý nghĩa may mắn, trong đó từ Fuku (福) có nghĩa là may mắn và Ku (来) có nghĩa tương tự động từ "đến" và Ro (郎) như hậu tố tên chung của con trai như vậy, Fukuro có nghĩa là may mắn đến hoặc một bùa may mắn để chào đón thần tài. Nhóm còn lại ý nghĩa là Bảo vệ khỏi gian nguy trong đó, Fu còn có nghĩa "không có" còn Kuro nghĩa là "khó khăn" nên chim cú còn được coi là biểu tượng giúp con người vượt qua khó khăn hoặc đẩy lùi khó khăn trong cuộc sống, với lối chơi chữ như vậy, chim cú đã có vai trò khác biệt và trở nên nổi tiếng là những Engimono có nghĩa là bùa may mắn.
Nhưng chú chim cú không chỉ là biểu tượng của may mắn mà tại nhiều vùng miền khác nhau, mà còn có những ý nghĩa khác, chúng con có những vai trò lịch sử khác nhau (chẳng hạn như Linh điêu bảo hộ hay loài chim dự báo thời tiết) nhưng những ý nghĩa này đã dần dần biến mất theo thời gian. Từ thời phục hưng Minh Trị năm 1868, khi Nhật Bản mở cửa cho người Tây dương thâm nhập thì hình tượng của loài cú đã thay đổi. Loài cú làm đại diện cho thu hút vận may và bảo hộ đang tồn tại cùng quan điểm hiện đại, theo đó, loại cú nay còn là hiện thân của trí tuệ theo cách thức thú vị và phi thường giống như cách nhìn của phương Tây hơn.
Nhiều người Nhật hay đeo trên người một món đồ có hình chim cú, nhiều người khác thường mang bên mình linh phù hình chim cú, một số người tin rằng màu sắc và hình dáng khác nhau của biểu tượng con cú sẽ mang tới những may mắn và sức mạnh khác nhau đó là lý do tại sao có rất nhiều đồ lưu niệm, đồ dùng hình cú được sản xuất theo nhiều kiểu dáng, mẫu mã được bán tại Nhật Ở các cửa hàng hoặc đi tàu điện ngầm ở Nhật Bản sẽ thường bắt gặp những hình chim cú là dây đeo cổ, decal, ốp hay dây đeo điện thoại, thú nhồi bông với đủ hình thù và kích cỡ của những biểu tượng con cú cũng như những biểu tượng phổ biến khác như mèo Hello Kitty hay gấu Rilakkuma.

### Việt Nam

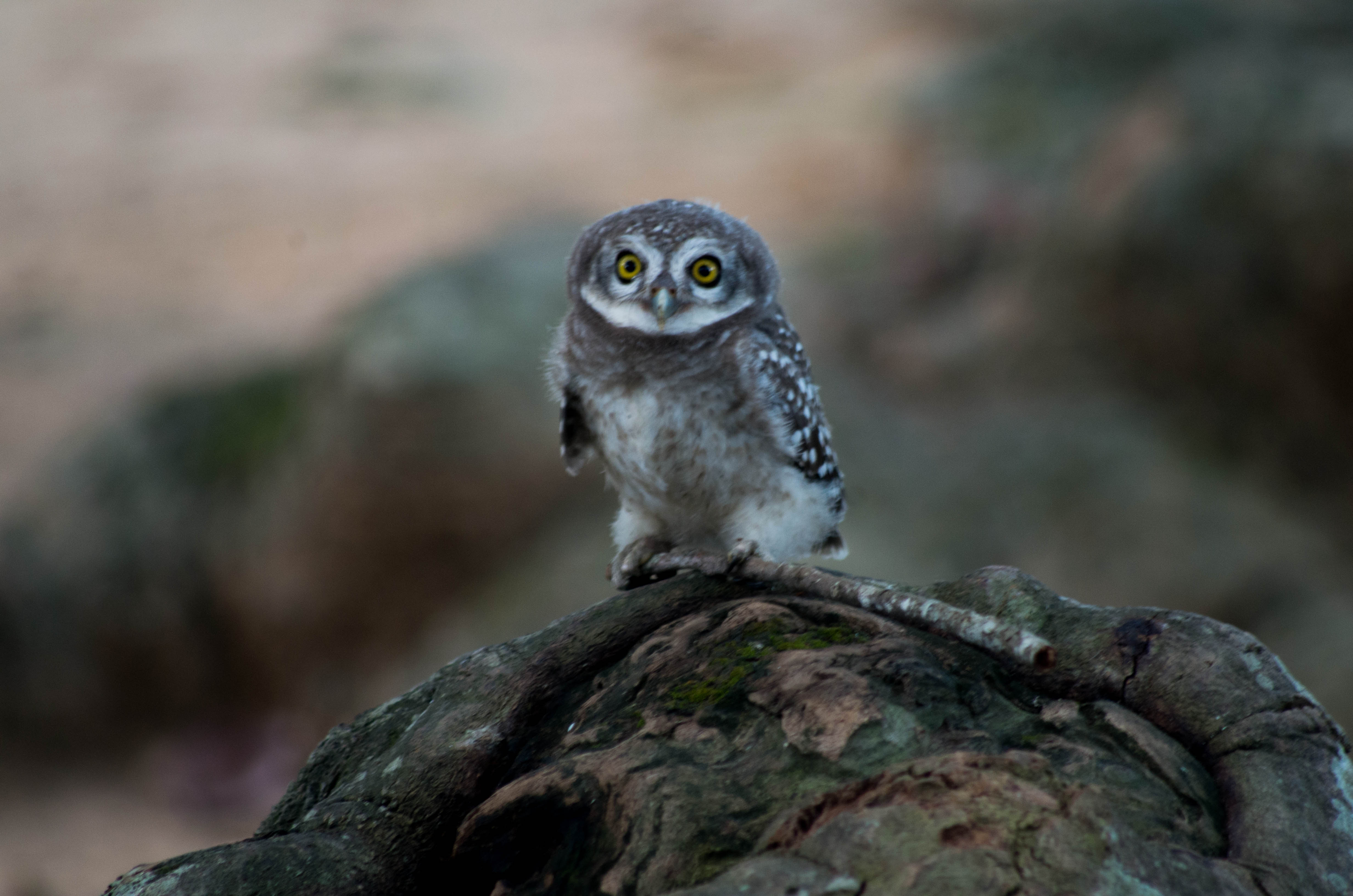
Một con chim cú đang đậu trên một gốc cây cổ thụ ở Trà Vinh

Ở Việt Nam quan niệm chim cú hay chim lợn mang lại những sự chết chóc, điềm gở xui xẻo với quan niệm cho rằng chim lợn kêu là có người chết, chim lợn kêu ở đâu thì ở đó chắc chắn có người chết, đây là quan niệm khá phổ biến ở nhiều địa phương, theo đó người ta đồn rằng chim lợn kêu là có người chết, chim lợn kêu 7 tiếng sẽ ứng vận vào nam giới, còn 9 tiếng ứng vận vào nữ giới phải bỏ mạng. Quan niệm này khiến người dân ở nhiều địa phương hoang mang, lo lắng, những cái chết trùng hợp gắn với tiếng chim lợn là nỗi ám ảnh với những người ở quê
Trong quan niệm dân gian nói chung, cú và tiếng kêu của cú là biểu tượng của điềm xấu, điềm gở. Theo quan niệm mê tín, hễ nhà ai có cú đến đậu đầu nhà, kêu ba tiếng, thì nếu không chết người thì cũng ốm đau nặng, nhất là những gia đình đang có người bệnh. Cú có tiếng kêu đanh, dữ dội, gây cảm giác rợn người (nên mới có câu "cú kêu cho ma ăn"). Tiếng kêu của cú mèo hay cú lợn trong đêm khuya đã bị coi là mang lại xui xẻo, là tiếng gọi vong hồn từ một nơi xa thẳm vì chim cú gắn với điềm gở và người ta hay nghe kể nhiều câu chuyện liên quan đến tiếng kêu trong đêm của cú
Nếu có con chim bay vào nhà, đậu ngoài hiên hoặc đậu bên ngoài nhưng chĩa mỏ vào nhà thuộc các loài cú, diều hâu, quạ, ác là, thì đó là điềm báo gia chủ sắp gặp điều chết chóc, xui xẻo, người bị bệnh thường khó qua khỏi. Nhưng cũng có ý kiến cho rằng, chim lợn không những không đáng sợ mà nó còn là loài chim có ích cho nông nghiệp nó không phải là loài mang lại sự đen đủi mà cú còn đóng vai trò là thiên địch trong việc săn bắt chuột một loài gặm nhấm phá hoại mùa màng, nông sản của người dân. Người ta cũng dùng hình tượng "cặp mắt cú vọ" để chỉ về cách nhìn xăm soi, dữ tợn. Cái nhìn của cú, con mắt của cú đối với họ là nỗi sợ hãi nên có câu "dòm như cú dòm nhà bệnh" hay "cú dòm nhà bệnh" để ví với ý định xấu của người nào đó có rắp tâm làm hại người. Gần đây, những người chuyên thông báo tin tức, thường là để phục vụ cho những việc làm phi pháp hoặc bị coi là xấu (chẳng hạn buôn lậu) cũng được gọi bằng tiếng lóng là chim lợn.